# Южный крючконосый уж
Южный крючконосый уж, или южная свиноносая змея (лат. Heterodon simus) — вид змей семейства ужеобразных.
Общая длина достигает 60—61 см. Голова короткая, массивная. Изогнутость кончика морды вверх сильно выражена. Ростральная чешуя на кончике морды с достаточно высоким килем. Основная окраска бежевая с тёмно-коричневыми пятнами вдоль спины. Брюхо серое.
Любит сухие, открытые песчаные участки, поймы рек, поля, леса с песчаной почвой. Активен днём. Питается земноводными, в частности лягушками и жабами, а также овощами.
Это яйцекладущая змея. Самка откладывает 8—10 яиц.
Обитает на юго-востоке США: штаты Миссисипи, Алабама, Джорджия, Флорида, Южная Каролина, Северная Каролина.